# Wittusens Gård
Wittusens Gård er en tidligere købmandsgård, der ligger på hjørnet af Brogade og Møllegade i det centrale Næstved på Midtsjælland. Komplekset blev opført i 1842-1864 for Christian Martin Wittusen, der var korn- og tømmerkøbmand og i årene 1859-1871 byens største skatteyder.
Bygningen blev fredet i 1945.

## Galleri
- Sidelænge
- Pakhuset og korntørreriet
- Korntørreriet